# میخائیل کولیادا
میخائیل کولیادا (روسی: Михаил Сергеевич Коляда؛ IPA: [mʲɪxɐˈiɫ kəlʲɪˈda]؛ زادهٔ ۱۸ فوریهٔ ۱۹۹۵) اسکیت‌باز نمایشی اهل روسیه است.